# لورا بروك
لورا بروك (بالإنجليزية: Laura Alleway)‏ هي لاعبة كرة قدم أسترالية، ولدت في 28 نوفمبر 1989 في Templestowe ‏ في أستراليا. شاركت مع منتخب أستراليا لكرة القدم للسيدات. أما مع النوادي، فقد لعبت مع أورلاندو برايد ونادي ملبورن فيكتوري.

## وصلات خارجية
- لورا بروك على موقع الاتحاد الدولي (مؤرشف)  (الإنجليزية)
- لورا بروك على موقع الاتحاد الأوربي (الإنجليزية)
- لورا بروك على موقع قاعدة بيانات كرة القدم.إي يو (الإنجليزية)
- لورا بروك على موقع Soccerway.com (الإنجليزية)
- لورا بروك على موقع عالم كرة القدم.نت (الإنجليزية)
- لورا بروك على موقع اللجنة الأولمبية الدولية (الإنجليزية)
- لورا بروك على موقع أوليمبيديا (الإنجليزية)
- لورا بروك على موقع اللجنة الأولمبية الأسترالية (الإنجليزية)